# حوضه کوفو
حوضه کوفو (به ژاپنی: 甲府盆地 こうふぼんち)، (Kofu Basin)

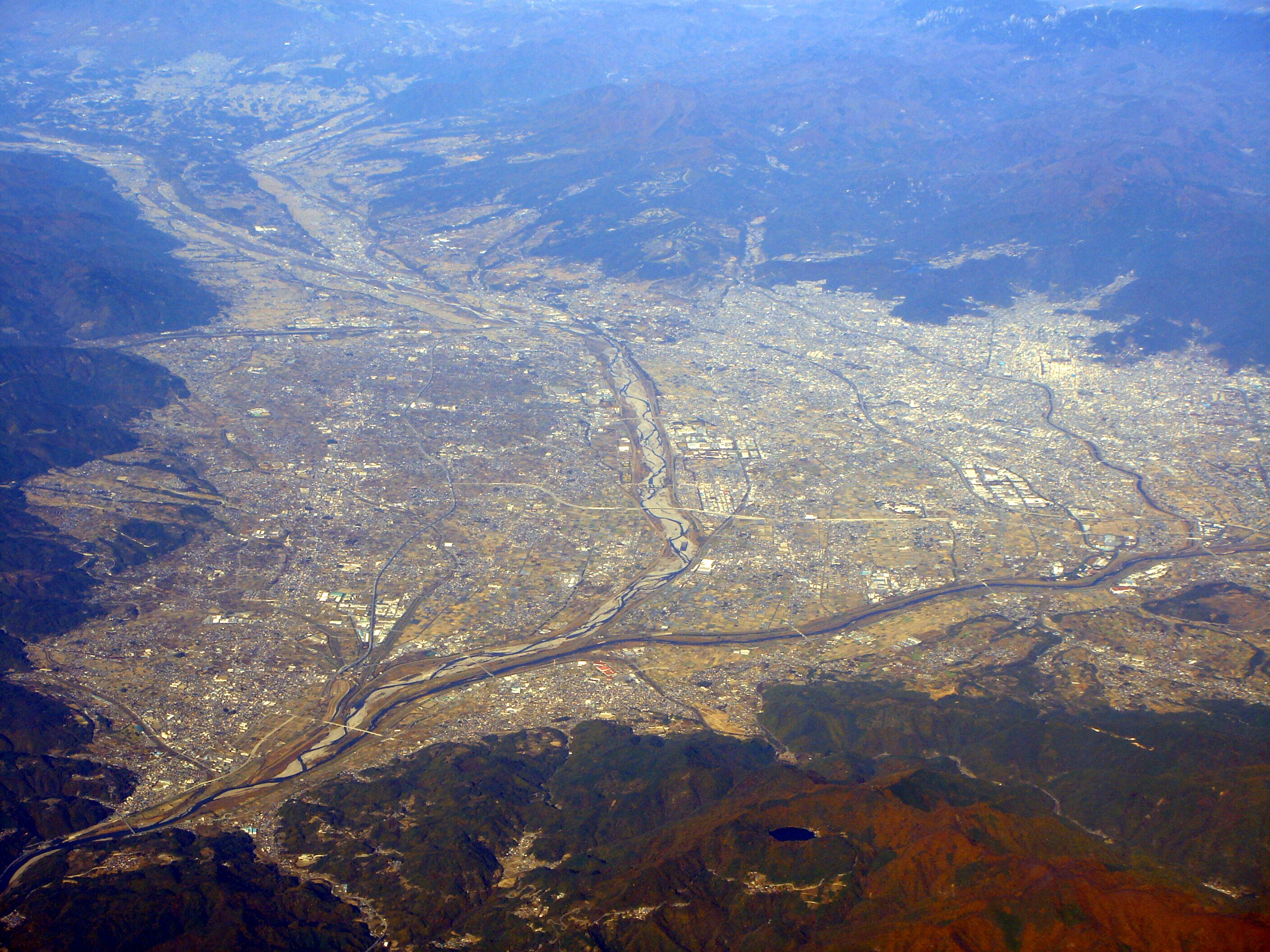
حوضه کوفو

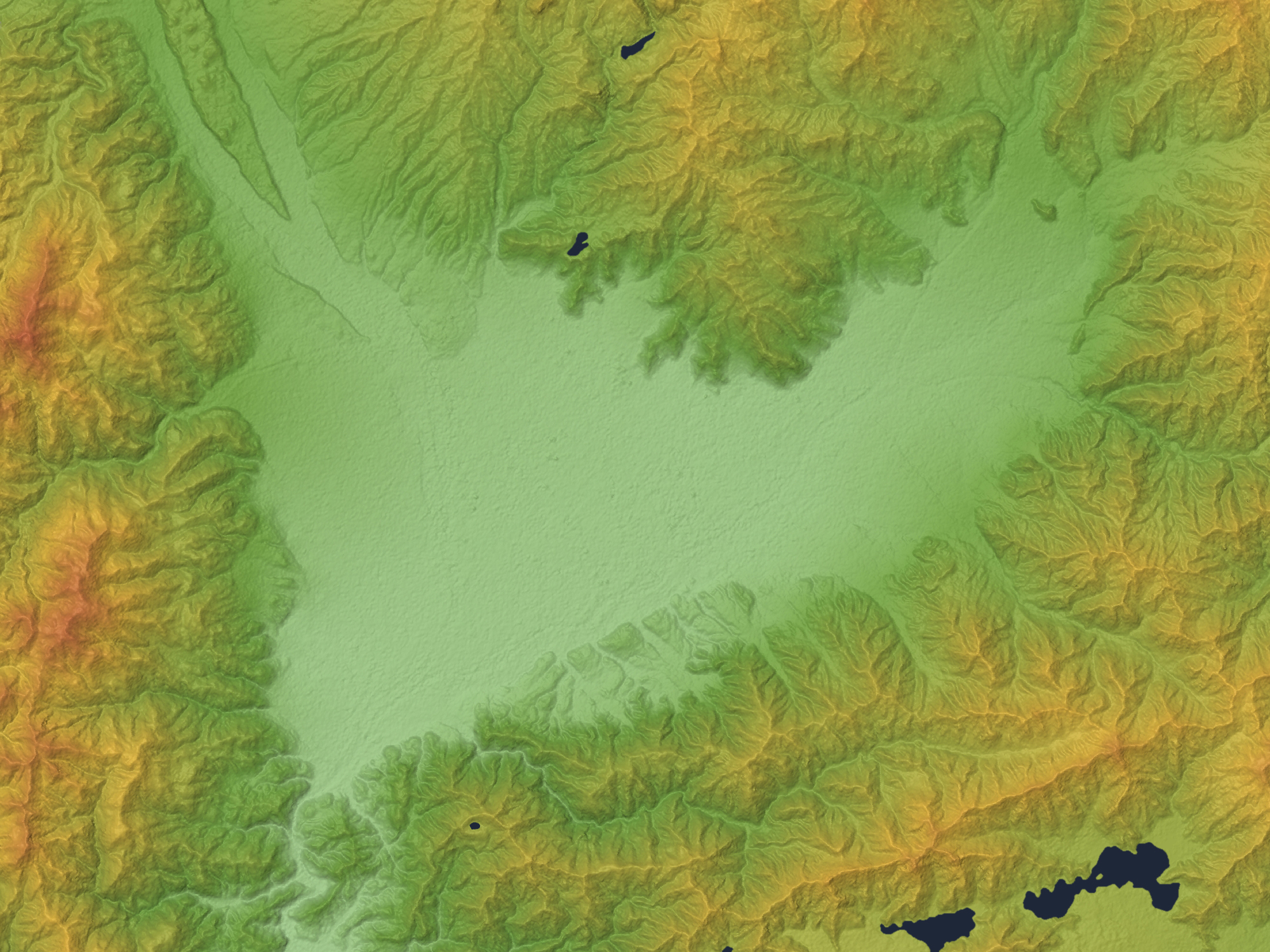
نقشه حوضه کوفو

در بخش مرکزی استان یاماناشی واقع شده است. این شکل مثلثی معکوس است که از شرق به غرب کمی دراز است و شکل مخروط افکنه را تشکیل می‌دهد. مساحت این منطقه ۳۷۵ کیلومتر2 است.
این یک حوضه ساختاری است که با حوضه ماتسوموتو و حوضه سووا در استان ناگانو ادامه دارد.